# Алдебаран
Алдебаран или алфа Бика (лат. α Tauri, α Tau) је најсјајнија звезда сазвежђа Бик и четрнаеста најсјајнија звезда ноћног неба. Његово име потиче од арапског الدبران (al-dabarān) и значи „пратилац“, јер прати Плејаде.
Алдебаран се налази у отвореном звезданом јату Хијаде, али само привидно, јер је од Сунца удаљен 67 светлосних година док се Хијаде налазе на око 150 светлосних година од Сунца.‍:301
Алдебаран је црвени џин спектралне класе К5, температуре површине приближно 4010 К (наспрам Сунчевих 5780 К). Приближно је 150 пута луминознији од Сунца у визуелном делу спектра, а 450 пута луминознији ако се урачуна и инфрацрвени део спектра. Апсолутна магнитуда му износи -0,6. На основу луминозности се може израчунати радијус Алдебарана који износи 43 радијуса Сунца, док се из окултација Месецом добија вредност од 44 Сунчевих радијуса, што указује на одлично слагање теоријских предвиђања са стварним стањем. Маса Алдебарана износи око 1,7 маса Сунца, а карактерише га и снажан соларни ветар.
Алдебаран је неправилна променљива звезда, његова магнитуда износи 0,87, али осцилује између 0,78 и 0,93, највероватније услед пулсирања површине.‍:442
Фузија водоника у језгру Алдебарана је завршена, и оно се тренутно сажима док се читава звезда шири. У току наредних милион година луминозност ће му порасти на око 800 луминозности Сунца, а у језгру ће почети фузија хелијума у угљеник и кисеоник.
Алдебаран има изражено сопствено кретање. Едмонд Халеј је 1718. године показао да су се Сиријус, Арктурус, Бетелгез и Алдебаран значајно помакли од времена Птолемејевог Алмагеста.‍:257 Пре приближно 300.000 година Алдебаран је био најближи Сунцу на свом путу, на свега 21,5 светлосних година, и имао је привидну магнитуду од -1,5, тако да је био најсјајнија звезда ноћног неба.‍:260

## Номенклатура
Традиционално име Алдебаран потиче од арапског al Dabarān ("الدبران"), што значи „следбеник“, јер изгледа да следи Плејаде. Године 2016, Радна група за имена звезда Међународне астрономске уније (WGSN) одобрила је право име Алдебаран за ову звезду.
Алдебаран је најсјајнија звезда у сазвежђу Бик, па тако и Бајерова ознака α Бик, латинизована као Алфа Бик. Има Фламстидову ознаку 87 Бик као 87. звезда у сазвежђу од приближно 7. магнитуде или сјајније, поређано по правом успону. Такође има каталошки број светле звезде 1457, ХД број 29139 и Хипаркос каталошки број 21421, који се углавном среће у научним публикацијама.
То је променљива звезда наведена у Општем каталогу променљивих звезда, али је наведена користећи Бајерову ознаку и нема посебну ознаку променљиве звезде.
Алдебаран и неколико оближњих звезда укључени су у каталоге двоструких звезда, као што је Вашингтонски каталог са двоструком звездом као WDS 04359+1631 и Ајткенов каталог двоструких звезда као ADS 3321. Укључен је са пратиоцем 11. магнитуде као двострука звезда као H IV 66 у Хершеловом каталогу двоструких звезда и Σ II 2 у Струвеовом каталогу двоструких звезда, и заједно са звездом 14. магнитуде као β 550 у Бурнамовом каталогу двоструких звезда.

## Галерија
- Поређење величине Алдебарана и Сунца
- Алдебаран и Хијаде